# Гриневич, Лилия Михайловна
Ли́лия Миха́йловна Грине́вич (укр. Лілія Михайлівна Гриневич; род. 13 мая 1965, Львов) — украинский деятель образования, политик. Народный депутат Украины VII и VIII созывов, с 14 апреля 2016 по 29 августа 2019 года — министр образования и науки Украины в правительстве Гройсмана. Первая министр женщина образования и науки во времена независимой Украины. Входит в состав политического совета партии «Народный фронт». Кандидат педагогических наук.
Кавалер ордена княгини Ольги III степени (2015), а также награждена нагрудным знаком «Отличник образования Украины» (2005), медалью Григория Ващенко (2008) и нагрудным знаком «Отличник столичного образования» (2009).
Почётный сенатор Украинского католического университета.

## Биография
Родилась в семье учителей. Окончила школу № 70 во Львове.
Имеет два высших образования: биохимик-преподаватель (Львовский государственный университет им. И.Франко, 1987) и экономист-менеджер (Межотраслевой институт повышения квалификации и переподготовки кадров при Львовском политехническом институте, 1993).
Проходила стажировки в Варшавском и Колумбийском университетах
Защитила кандидатскую диссертацию на тему «Тенденции децентрализации управления образованием в современной Польше» (2005).
Владеет английским и польским языками.

## Карьера
- Август — ноябрь 1987 — лаборант кафедры биохимии биологического факультета Львовского государственного университета им. И.Франко.
- Ноябрь 1987 — август 1988 — воспитатель группы продлённого дня СШ № 70 города Львова.
- Август 1988 — сентябрь 1992 — учитель биологии, сентябрь 1992 — апрель 1994 — заместитель директора по национальному воспитанию СШ № 7 города Львова[7].

- Апрель 1994 — август 1998 — заместитель директора по учебно-воспитательной работе в старших классах спец. школы № 53 с углубленным изучением английского языка города Львова[2].
- Август 1998 — июнь 2002 — директор спец. школы № 28 с углубленным изучением немецкого языка города Львова.
- Июнь 2002 — февраль 2006 — старший преподаватель кафедры менеджмента образования вуза «Институт экономики и права „Крок“» (город Киев), директор (по совместительству) Центра тестовых технологий Международного фонда «Возрождение».
- Февраль — август 2006 — директор Украинского центра оценивания качества образования
- 9 октября 2006 — 7 августа 2009 — начальник Главного управления образования и науки Киевской городской государственной администрации.[8]
- 2008—2012 — преподаватель Института лидерства образовательного законодательства и политики Киевского университета имени Бориса Гринченко, старший научный сотрудник, докторант Института педагогического образования и образования взрослых АПН Украины.[9]
- 2012—2016 — народный депутат Украины VII-VIII созывов, председатель Комитета по вопросам науки и образования
- 2016—2019 — Министр образования и науки Украины
- От 5 ноября 2019 — проректор по научно-педагогической и международной деятельности Киевского университета имени Бориса Гринченко.[10]

Создавала систему внешнего тестирования на Украине и была первым директором Украинского центра оценивания качества образования.
Изучала проблемы мониторинга качества образования в Национальной академии педагогических наук Украины.

## Политическая деятельность

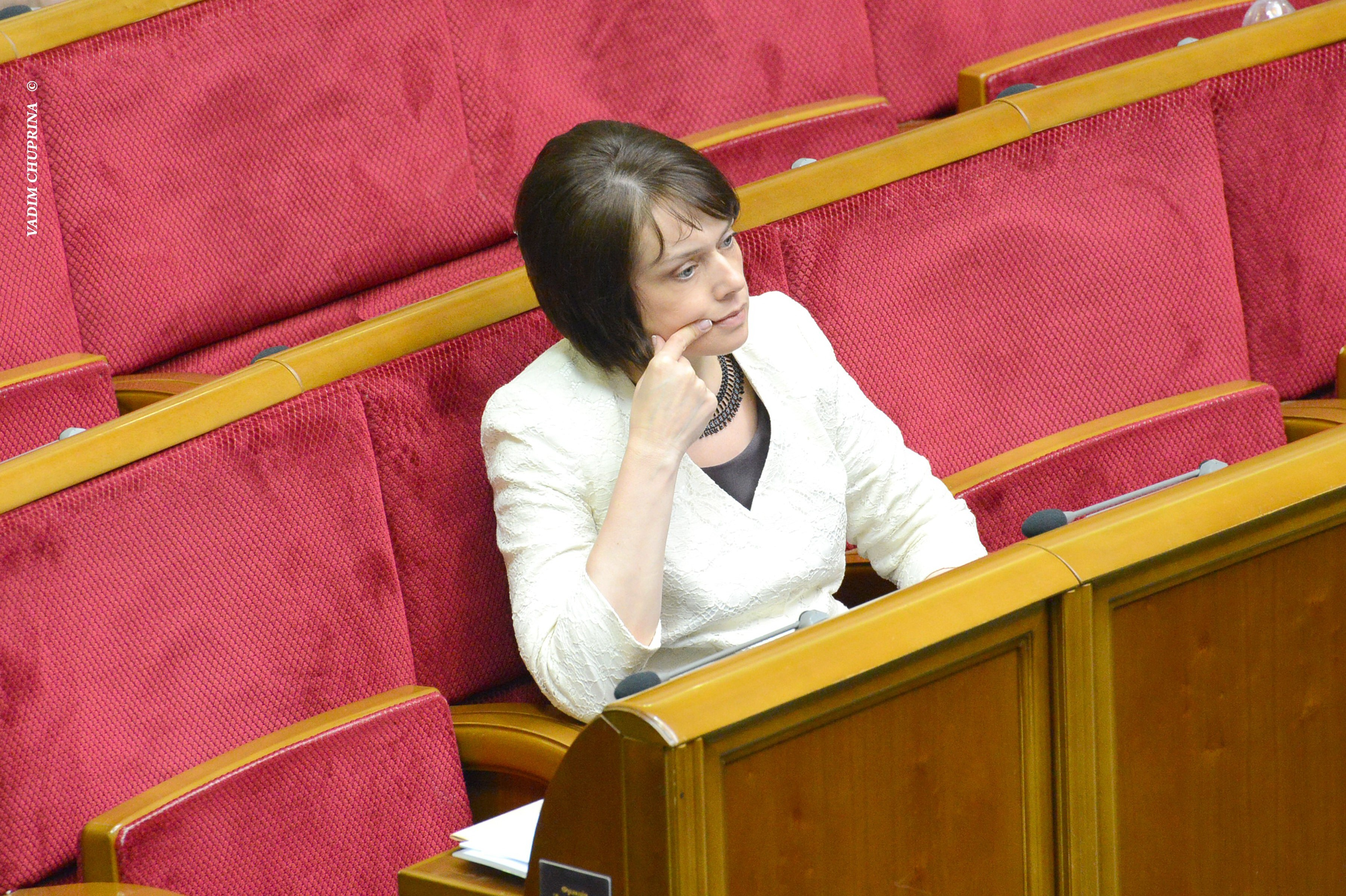
Гриневич в Верховной раде Украины в 2015 году

На парламентских выборах 2012 года избрана народным депутатом Украины от партии Всеукраинское объединение «Батькивщина» под № 14. В Верховной раде Украины возглавила Комитет по вопросам науки и образования. После назначения на эту должность основными задачами на этом посту Лилия Гриневич определила: обеспечить справедливый доступ к высшему образованию, расширение доступа к образованию и повышению ее качества. В частности, улучшение законодательства в по этим вопросам. Особенно в области высшего образования в Украине новая редакция закона о которой в то время готовилась.
Была членом совета партии «Фронт перемен», координатором направления «Общество знаний» проекта «Правительство перемен» Арсения Яценюка. 15 июня 2013, после объединения «Фронта перемен» и Всеукраинского объединения «Батькивщина», была избрана одной из заместителей лидера «Батькивщины». В том же году Гриневич присоединилась к нескольким вновь депутатских групп и объединений. В частности, депутатских групп по межпарламентским связям с такими странами, как Израиль, Италия, Канада, Южная Корея, Польша, Россия, Сингапур, США, Турция, Венгрия, Финляндия.
В 2013 году предложила создать в Верховной раде комиссию по вопросам будущего. В ее состав вошла и Лилия Михайловна. Задачей перед этой комиссией, по ее мнению, должна быть помощь депутатам в рассмотрении вопросов, связанных с прогнозами и планами на будущее, определять приоритетные направления технологического и инновационного развития государства, обрабатывать модели будущего развития страны, анализировать различные государственные программы. Нормативный документ о создании комиссии был зарегистрирован в Верховной раде 29 мая 2013, а уже 19 июня он был рассмотрен в сессионном зале. Однако, народные депутаты не поддержали инициативу Лилии Гриневич. К тому времени, по данным депутата Адама Мартынюка, только 400 законопроектив с 1299 зарегистрированных рассмотрены в комитетах и готовы к вынесению на голосование в сессионном зале. В том числе: о трансплантологии, профилактические прививки, законопроекты, касающиеся банковской деятельности и тому подобное.
На внеочередных выборах в Верховную Раду в 2014 году Гриневич избрана народным депутатом Украины от партии «Народный фронт» под № 9 в избирательном списке. Вновь возглавила Комитет по вопросам науки и образования.
Была соавтором и лоббистом Закона «О высшем образовании» (2014), Закона «О научной и научно-технической деятельности» (2015), Закона «Об образовании» (2017).Стала ведущим лоббистом нового Закона Украины «О высшем образовании» (принятого Верховной Радой 1 июля 2014), который утверждает автономию университетов и академическую свободу преподавателей и студентов, вводит систему обеспечения качества высшего образования.
Всего за время каденции депутата VII созыва Лилия Михайловна внесла 110 законопроектов и постановлений, 14 из них вступили в силу. За время каденции депутата VIII созыва — 82 законопроектов и постановлений, 37 из которых вступили в силу.
14 апреля 2016 года вошла в состав правительства Гройсмана на должность министра образования и науки Украины. В 2016 году Лилия Гриневич ввела реформу общего среднего образования — «Новая Украинская Школа» (НУШ). Министр Гриневич предложила реализовать реформу «НУШ» по трем направлениям: обновление содержания образования; целевое повышение квалификации учителей; обновление образовательной среды (закупка мобильных парт, нового оборудования и учебных материалов). Одним из важных приоритетов деятельности Министерства под руководством Гриневича стала модернизация профессионально-технического образования. Введена целевая субвенция на создание современных центров профессионально-технического образования по приоритетным на рынке труда специальностям, где учащиеся учатся работать с современными материалами, оборудованием и технологиями. В течение 2016—2018 годов эти инвестиции составили 200 млн грн, что позволило создать 100 учебно-практических центров. В должности министра Лилия Гриневич начала активную антибуллинговую кампанию. Поддержке кампании способствовал принятый Верховной радой Закон, направленный на противодействие буллингу, предусматривающий, в частности, ряд штрафов за травлю. Кроме того, новый Закон «Об образовании» вводит Институт образовательного омбудсмена, который будет защищать права учащихся, студентов, педагогов, ученых.
Лауреат антипремии Академическое недостоинство в номинации «Подручный года (укр. Посіпака року)» в 2016 и 2017 годах.
1 ноября 2018 года были введены российские санкции против 322 граждан Украины, включая Лилию Гриневич.
29 августа 2019 года утратила министерские полномочия в связи с отставкой кабинета Гройсмана. 30 августа 2019 года в помещении министерства официально передала свои полномочия Анне Новосад.

## Личная жизнь
Гриневич замужем за Гриневичем Михаилом Михайловичем, имеет сына Богдана, дочь и двух внучек. По словам самой Гриневич, они с ее мужем Михаилом познакомились в студенческие годы, когда Лилия принимала участие в студенческой самодеятельности. В частности, она пела в студенческом коллективе «Черемош».
Владеет английским и польским языками.

## Декларация
Согласно декларации о доходах за 2011 год, Гриневич заработала в 2011 году 131 тысячу гривен, в том числе 72 из них были получены от преподавательской и научной деятельности, а члены ее семьи — 72 тысячи гривен. Она также, согласно этой же декларации, получила 25 тысяч гривен из России. Семья владела автомобилем — Nissan Tiida. Кроме того, Лилия Михайловна владела квартирой размером 102 квадратных метров, а у членов семьи — земельный участок размером 0,12 гектаров. По состоянию на конец 2012 Лилия Михайловна Гриневич заработала в том году 40 тысяч гривен, в том числе 7 из них было получено от преподавательской и научной деятельности, а члены ее семьи — 79 тысяч гривен.
В 2013 году Лилия Гриневич заработала 248 тысяч гривен, а члены ее семьи — 84 тысячи гривен. В собственности того времени все еще находилась квартира, земельный участок и машина 2008 года, задекларированные ранее. В 2014 году Лилия Гриневич заработала 178 тысяч гривен, а члены ее семьи — 81 тысячи гривен. Кроме того, семья в том году потратила 303 тысяч гривен на аренду квартиры площадью 84 квадратных метров. При этом у Гриневич появились финансовые обязательства перед банком за погашение кредита на сумму 60 тысяч гривен.

## Награды и почетные звания
- Орден княгини Ольги ІІІ степени (15 мая 2015) — за весомый личный вклад в развитие отечественной науки, укрепление научно-технического потенциала Украины, многолетний добросовестный труд и высокий профессионализм[34].
- Нагрудный знак «Отличник образования Украины» (2005)
- Наградное оружие — пистолет «Форт-9» (8 мая 2015)[35].
- Почётный профессор Киевского университета имени Бориса Гринченко (2014)[36].
- Почётная грамота Верховной рады Украины (2015)
- Орден преподобного Нестора Летописца 3-й степени УПЦ МП (17 мая 2013)[37].
- Почётный сенатор Украинского католического университета[1].